# (51876) 2001 PU41
2001 بي يو 41 (ويعرف أيضًا باسم (51876) 2001 بي يو 41 وفق تسمية الكوكب الصغير) (بالإنجليزية: 2001 PU41)‏ هو كويكب ضمن حزام الكويكبات؛ وترتيبه 51876 من حيث الاكتشاف.
اكتُشف هذا الجُرم الفلكي بواسطة تعقب الأجرام القريبة من الأرض في 11 أغسطس 2001.

## وصلات خارجية
- (51876) 2001 PU41 في قاعدة بيانات مختبر الدفع النفاث لأجرام النظام الشمسي الصغيرة

- الاكتشاف · مخطط المدار ·  العناصر المدارية · المعلمات المادية

- (51876) 2001 PU41 على موقع ويكي سكاي: DSS2, SDSS, GALEX, IRAS, Hydrogen α, X-Ray, Astrophoto, Sky Map, Articles and images